# Водопад имени Вахтанга Кикабидзе
Водопад имени Вахтанга Кикабидзе (сокращённо Водопад) — верхотурская панк-фолк-рок-группа, один из наиболее самобытных представителей уральского и советского рока восьмидесятых годов.

## История
Группа была основана в 1985 диск-жокеем Юрием Дёминым и музыкантами-любителями Юрием Аптекиным и Валерием Пахалуевым. Первый альбом «Молодёжный фельетон о современной любви», записанный в домашней студии, резко выделялся среди музыкальной продукции того времени оригинальной звукорежиссёрской работой и подачей материала. Альбом содержал многочисленные заимствования из музыки советских композиторов и народной музыки и сатирические тексты, выполненные в духе полуфольклорного соцреализма. Запись была сделана на замедленной скорости магнитной ленты для создания эффекта кукольного звучания, который ранее широко применялся в советских радиоспектаклях и детских фильмах. Это придавало дополнительную комичность звучанию альбома.
С 1986 в группе появились новые участники, сыгравшие важную роль в последующем творчестве группы. Прежде всего, это поэт Сергей Лукашин, а также певец и шоумэн Вячеслав Колясников. Большинство текстов песен последующих альбомов принадлежит Лукашину, а значительная часть вокальных партий записана Колясниковым. Несмотря на эти перемены, фольклорно-сатирическая направленность группы не только не исчезла, но в целом даже усилилась. Именно в это время, во второй половине восьмидесятых годов, наблюдается наибольший интерес к творчеству группы среди слушателей и СМИ. Статья об альбоме 1987 «Первый всесоюзный панк-съезд» вошла в книгу Александра Кушнира «100 магнитоальбомов советского рока» в которой Кушнир охарактеризовал его как «имевший оглушительный резонанс». Из всех альбомов группы этот наиболее приближен к жанру аудиоспектакля, выполненного в неформальном и сатирическом духе.
К середине девяностых активность группы затухает, за исключением нескольких концертов, которые дал Вячеслав Колясников со своим составом, куда помимо него входили: Дмитрий Талашов — гитара, Андрей Соколов — бас-гитара, Дмитрий Пантюхин — клавишные, Валерий Миколаюн — барабаны. Другие участники тоже пробуют себя в сторонних проектах — «Снегири» (Сергей Лукашин), «Дед Мазан и зайцы» (Александр Мазанов), «Мы» (Николай Ваймер) и «Водопад имени Тамары Гвердцители» (Сергей Лукашин).
В 2006 г. группа выпустила альбом «Водопадам двадцать одно, или Очко», записанный первоначальным составом.
13 апреля 2014 года не стало одного из вокалистов группы Вячеслава Колясникова. Причина смерти — инсульт.
6 апреля 2023 года ушел из жизни Сергей Лукашин.

## Состав
- Валерий Пахалуев — клавишные, баян, гитара, балалайка, вокал, звукорежиссёр
- Юрий Аптекин — вокал, гитара, автор текстов и музыки
- Юрий Дёмин — гитара, вокал, автор текстов и музыки, звукорежиссёр
- Сергей Лукашин (умер в 2023) — гитара, вокал, автор текстов и музыки
- Александр Мазанов — клавишные, вокал, автор текстов и музыки
- Вячеслав Колясников (1986-2014, умер в 2014) — вокал, гитара, саксофон
- Наиль Гимадеев — барабаны, вокал

## Другие участники записи альбомов
- Сергей Успенский — вокал, гитара, звукорежиссёр
- Муслим Борденюк — баян, клавишные, вокал
- Александр Белослудцев — бас, вокал
- Евгений Никонов — вокал, гитара
- Юрий Радисев — вокал, баян, барабаны, ксилофон
- Николай Ваймер — гитара, бас, вокал, директор группы
- Александр Чудинов
- Сергей Щербаков — барабаны
- Сергей Лумпов — бас, вокал

## Дискография

### Студийные альбомы
- Молодёжный фельетон о современной любви (1985)
- Водопад отвечает на письма (1986)
- Первый Всесоюзный панк-съезд, или Берегите цинк! (1987)
- Музыкальный ринг: Водопад — Ласковый май (1989)
- Десять лет спустя (1996)
- Водопадам двадцать одно, или Очко (2006)